# Acalyptris thoracealbella
Acalyptris thoracealbella là một loài bướm đêm thuộc họ Nepticulidae. Nó được tìm thấy ở Kentucky, Ohio và Pennsylvania.
Con lớn được ghi nhận vào tháng 5 và tháng 7, cho thấy rằng có hai thế hệ một năm.